# Seznam zápasů československé a belgické hokejové reprezentace
Seznam zápasů československé a belgické hokejové reprezentace uvádí data, výsledky a místa konání vzájemných zápasů hokejových reprezentací Československa a Belgie.

## Lední hokej na olympijských hrách
| Datum utkání | Výsledek | Rok  | Místo                  | Branky Československa                               |
| ------------ | -------- | ---- | ---------------------- | --------------------------------------------------- |
| 7.2.1936     | 5 : 0    | 1936 | Garmisch-Partenkirchen | 2x Josef Maleček, 2x Oldřich Kučera, Zdeněk Jirotka |

## Mistrovství světa v ledním hokeji
| Datum utkání | Výsledek | Rok  | Místo | Branky Československa |
| ------------ | -------- | ---- | ----- | --- |
| 21.1.1935    | 22 : 0   | 1935 | Davos | 6x Josef Maleček, 5x Oldřich Kučera, 4x Jiří Tožička, 3x Karel Hromádka, 2x Jaroslav Pušbauer, Zdeněk Jirotka, František Pergl       |
| 21.2.1947    | 24 : 0   | 1947 | Praha | 12x Vladimír Zábrodský, 5x Jaroslav Drobný, 2x Ladislav Troják, 2x Vilibald Šťovík, Miloslav Pokorný, Václav Roziňák, Miroslav Sláma |

## Mistrovství Evropy v ledním hokeji
| Datum utkání | Výsledek | Rok  | Místo          | Branky Československa                                               |
| ------------ | -------- | ---- | -------------- | ------------------------------------------------------------------- |
| 17.2.1911    | 3 : 0    | 1911 | Berlín         | 2x Jaroslav Jarkovský, Jaroslav Jirkovský                           |
| 25.1.1913    | 4 : 4    | 1913 | Mnichov        | 3x Jaroslav Jirkovský, Jan Palouš                                   |
| 25.2.1914    | 9 : 1    | 1914 | Berlín         | 6x Jaroslav Jirkovský, 3x Karel Pešek                               |
| 9.3.1923     | 3 : 0    | 1923 | Antverpy       | 2x Valentin Loos, Josef Maleček                                     |
| 11.1.1925    | 6 : 0    | 1925 | Starý Smokovec | 2x Jaroslav Jirkovský, 2x Josef Maleček, Josef Šroubek, Karel Pešek |
| 12.1.1926    | 2 : 0    | 1926 | Davos          | 2x Josef Maleček                                                    |
| 25.1.1927    | 0 : 2    | 1927 | Vídeň          | Ne                                                                  |

## Celková bilance vzájemných zápasů Československa a Belgie
| Zápasy | Výhry | Remízy | Prohry | Skóre |
| ------ | ----- | ------ | ------ | ----- |
| 11     | 8     | 1      | 2      | 79:11 |

Poznámky k utkáním
- 25. 1. 1909 - 25. 2. 1914 Čechy